# Звернення до страху
Звернення до страху (лат. argumentum ad metum або лат. argumentum in terrorem) — логічна хиба зловживання почуттям страху для підтримки деякої пропозиції.

## Приклади
- «Ви повинні вибрати Президентом мене, бо інакше мій опонент продасть країну Америці».
- «Ви повинні вибрати мене, інакше переможуть комуністи»
- «Голосуючи за Демократів, ви голосуєте за терористів»

Наявні страхи використовуються для отримання підтримки пропозиції оратора. Хиба з'являється тоді, коли страхи та упередження не є напряму пов'язані із прийняттям/відкиданням розглядуваної пропозиції, в іншому випадку арґументація коректна. Наприклад, якщо провладний претендент на посаду Президента є малоосвіченим судженим злочинцем, що відомий своїми зв'язками із організованою злочинністю та активно підтримується (аж до прямого криміналу) існуючою корумпованою владою, заклик голосувати за опозиційного кандидата, бо інакше у випадку перемоги опонента відбудеться подальша криміналізація влади, не є хибним.
Логічна хиба «звертання до страху» тісно пов'язана із хибою фальшивої дилеми, в котрій жахлива ситуація описується як єдина альтернатива пропонованому рішенню.
Ця хиба є також одним із випадків логічної хиби звертання до емоцій.